# Rachel Rockwell
Rachel Rockwell (1969 — 28 de maio de 2018) foi uma diretora de teatro, coreógrafa, e atriz norte-americana.
Graduada na School for Creative and Performing Arts, foi professora de teatro na Universidade de Evansville. Apresentou-se na Broadway, em Mamma Mia! durante uma turnê nacional. Em 2010, ela foi nomeada Best Director (Melhor Diretor) pela Chicago Magazine e a personalidade do ano pela Chicago Tribune, em 2012.
Suas produções de Ride The Cyclone e Billy Eliot foram nomeadas dois das dez melhores produções realizadas em Chicago, no ano de 2015. A produção de teatro, Ride The Cyclone, foi então reproduzida e considerada a melhor de 2016 pelo jornal New York Times. Ela ainda dirigiu a estreia mundial de "Diary of a Wimpy Kid" em Minneapolis, em abril de 2016.
Rachel Rockwell morreu em 28 de maio de 2018, vítima de câncer de ovário.

## Vida pessoal
Rockwell nasceu Natalie Rachel Heyde, em Columbia, Missouri (1969). Era filha do compositor e professor Gary Heyde e da atriz e professora Glória Kissel Heyde. Seu irmão Jeremy Spencer (Heyde), é baterista da banda de heavy metal, Five Finger Death Punch. Ela foi casada com Garth Leme e juntos tiveram um filho chamado Jake.